# Emmakliniek (Enschede)

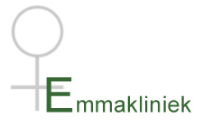
Logo Emmakliniek

De Emmakliniek is een Nederlandse abortuskliniek aan de Emmastraat 186–188 in Enschede.:p. 32 De Emmakliniek is gevestigd in het Medisch Centrum Enschede en is gespecialiseerd om zwangerschapsafbreking te leveren tot en met 12 weken.

## Geschiedenis
De Emmakliniek is opgericht rond 1985 en komt voort uit de Stichting ter bevordering van medisch verantwoorde zwangerschapsafbreking in Enschede en omstreken.
Uit christelijk-gereformeerde hoek kwam vanaf januari 1986 verzet tegen de komst van een nieuwe abortuskliniek in Enschede. Fractieleider Gert Schutte van het Gereformeerd Politiek Verbond (GPV, voorloper van de ChristenUnie) stelde Kamervragen of de kliniek wel aan de wettelijke eisen voldeed, of de opening de dalende abortustrend niet zou tegengaan en of de locatie nabij de grens geen aanzuigende werking zou hebben op vrouwen en meisjes uit West-Duitsland. Het gereformeerde comité 'Jongeren voor het leven' kondigde samen met de VBOK vreedzame anti-abortusacties aan. Staatssecretaris van Welzijn, Volksgezondheid en Cultuur Joop van der Reijden (CDA) liet Schutte in februari weten dat geen van diens argumenten relevant waren: 'noch het aantal of spreiding, noch de samenstelling van de cliëntèle kunnen krachtens de Abortuswet criterium zijn bij afwijzen of verlenen van een vergunning voor een kliniek voor zwangerschapsonderbreking.' Eind mei 1986 kreeg de Emmakliniek uiteindelijk een vergunning. Uit protest hielden circa 300 'Jongeren voor het leven' beurtelings een wake van vrijdagavond 6 uur tot zaterdagavond 6 uur op 30 en 31 mei bij de Emmakliniek.
Soms behandelt de Emmakliniek ook patiënten uit het buitenland, met name Duitsland. In 1991 geschiedde er een incident, waarbij een 24-jarige Duitse vrouw, Kathrin K. (ook wel "Cathy"), die net een abortus had ondergaan bij de Emmakliniek en daar maandverband en folders van had meegekregen, tegengehouden werd door de Duitse douane (de Schengenzone schafte grenscontroles tussen Nederland en Duitsland pas in 1995 af). De vrouw werd door de politie verhoord en onderworpen aan een gynaecologisch inwendig onderzoek, omdat abortus in (West-)Duitsland officieel nog steeds illegaal was, enkele uitzonderingen daargelaten. Het incident leidde tot grote ophef in de Duitse politiek, vooral omdat in de voormalige DDR de abortuswetgeving veel liberaler was en de SPD die graag wilde handhaven in het herenigde Duitsland. SPD-vice-fractievoorzitter Willfried Penner sprak van een 'middeleeuwse heksenjacht', terwijl Tweede Kamerlid Ina Brouwer (GroenLinks) het 'absurd en schandalig' noemde en PvdA-Kamerlid Tineke Netelenbos zei: 'Wat er nu gebeurt mag niet bestaan'. Volgens Stimezo Nederland waren er verder geen vergelijkbare extreme incidenten gebeurd van Duitse bezoeksters van abortusklinieken in Nederland die bij terugreis door de Duitse douane werden tegengehouden en onderworpen aan een lichamelijk onderzoek. Toch beraadden de klinieken zich erop om voortaan geen documenten meer mee te geven aan patiënten maar deze per post op te sturen, om te voorkomen dat de Duitse grenspolitie met dergelijk bewijs vrouwen zou kunnen arresteren.
Anno 2004 was de Emmakliniek nog niet aangesloten bij de Stichting Samenwerkende Abortusklinieken Nederland (StiSAN) of de Rutgers Nisso Groep, maar tegenwoordig is de Emmakliniek wel aangesloten bij StiSAN en heeft samenwerkingsovereenkomsten met zowel het Universitair Medisch Centrum Utrecht (UMC Utrecht) als met het Medisch Spectrum Twente (MST).